# Johann Sebastian Bach (peintre)
Pour les articles homonymes, voir Johann Sebastian Bach (homonymie), Johann Bach (homonymie) et Bach (homonymie).
Johann Sebastian Bach (le jeune) (26 septembre 1748 Berlin –11 septembre 1778 Rome) est un peintre allemand. Il est le fils du compositeur Carl Philipp Emanuel Bach et le petit-fils du compositeur Johann Sebastian Bach.

## Biographie
Bach est né à Berlin. Il étudie auprès d'Adam Friedrich Oeser à Leipzig. En mai 1773, il va à Dresde, et en février 1776, à Hambourg, où son père était Directeur de la Musique. En septembre 1776, il entreprend un voyage d'étude à Rome, où il tombe sérieusement malade après son arrivée en février 1777, et il meurt à la suite de cette maladie (non identifiée) en 1778.
Bach a créé beaucoup de paysages idylliques, remplis de personnages. Son œuvre traduit l'influence de Salomon Gessner. Cependant à la fin de sa courte vie, il est revenu à la représentation de personnages et a créé des scènes d'histoire et de mythologie. Il a aussi illustré les œuvres de Gottlieb Rabener et Christian Felix Weiße.
À son époque, il était un artiste reconnu. Ses œuvres sont présentes aujourd'hui à Coburg, Dresde, Hambourg, Leipzig et Vienne.

## Œuvres

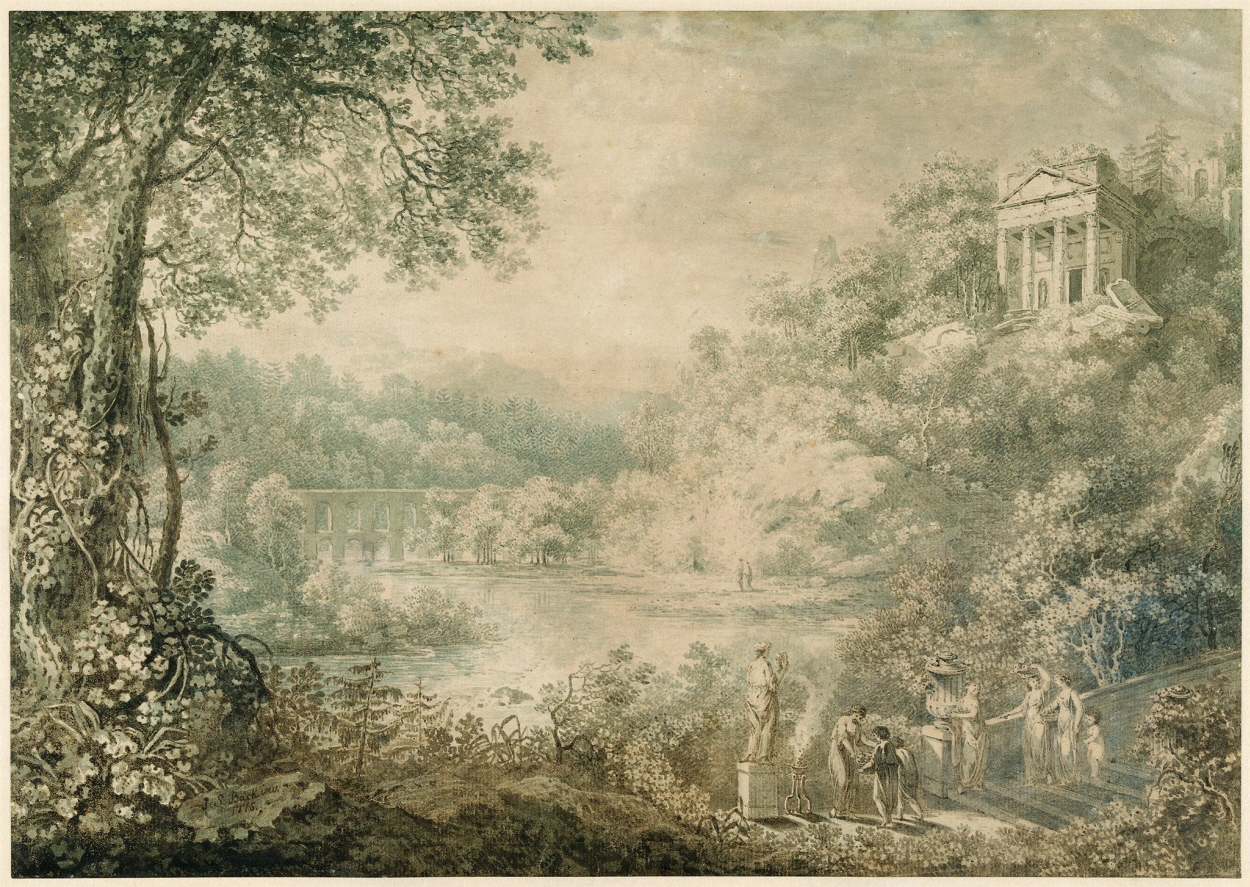
Paysage idyllique avec un temple et un aqueduc
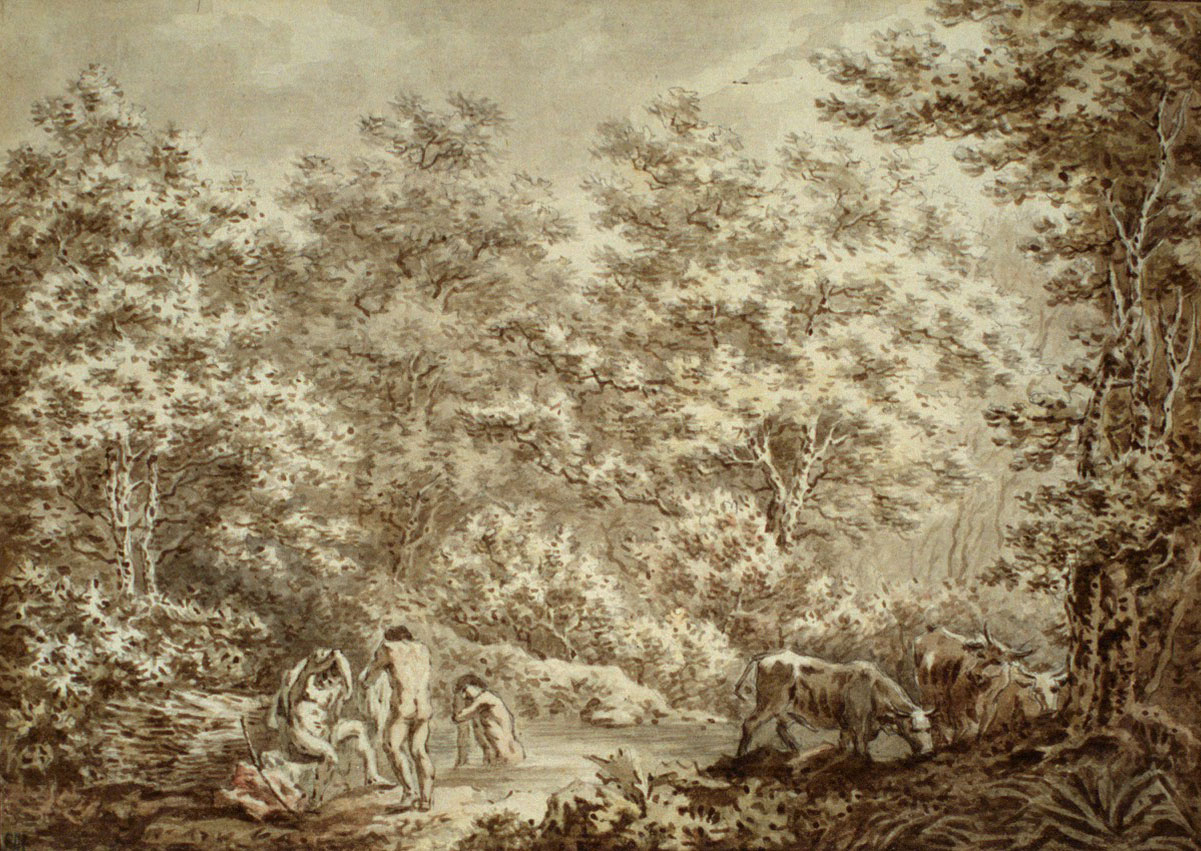
Bergers au bain dans une forêt
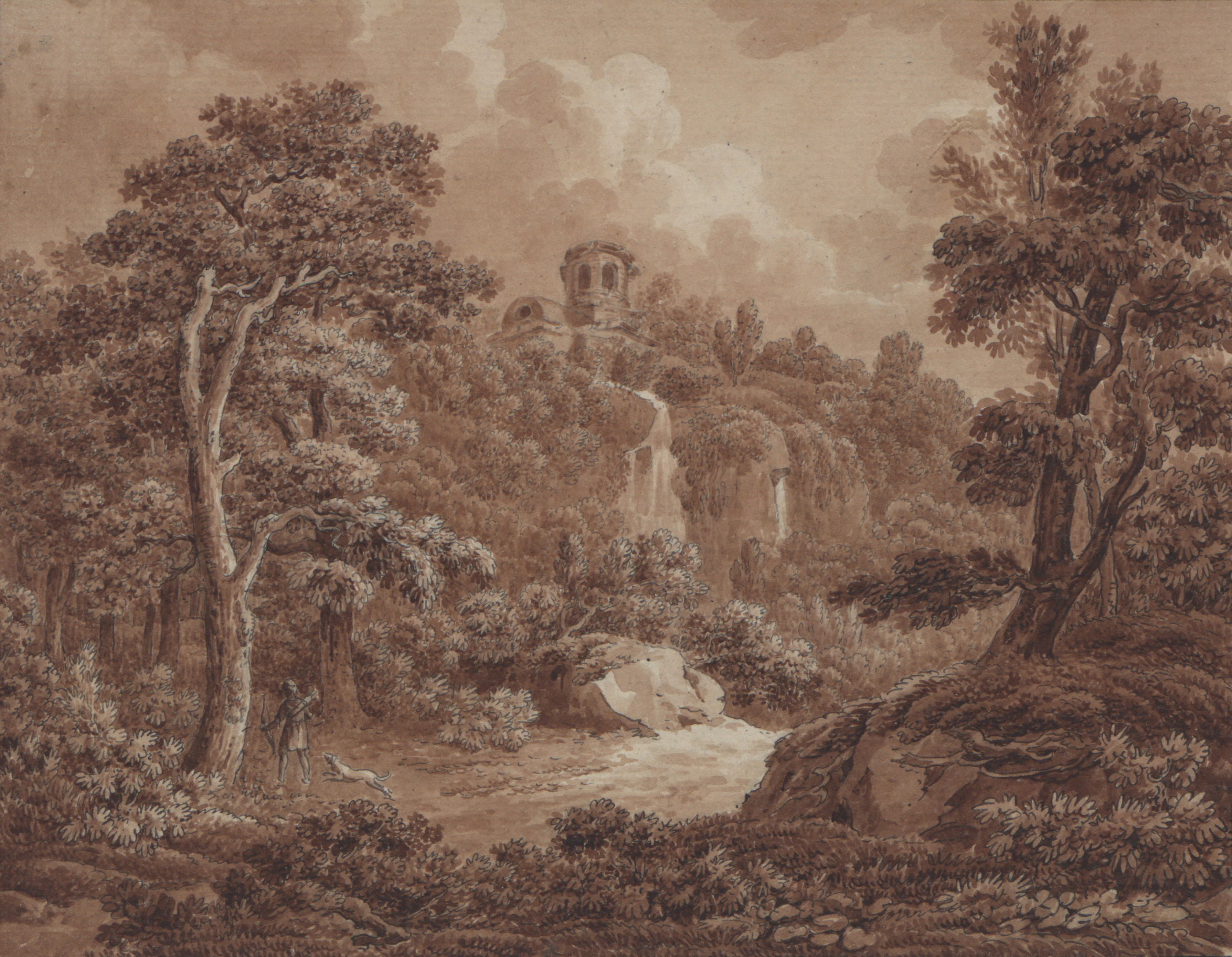
Paysage d'Arcadie
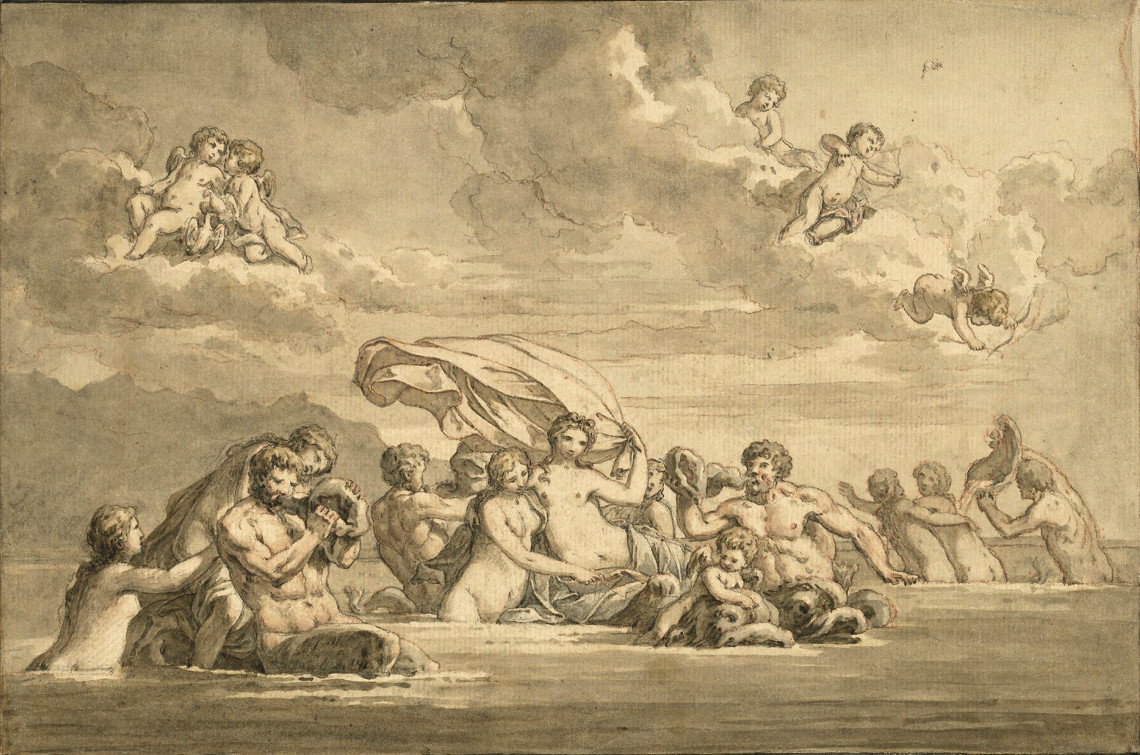
Triomphe de Galathée
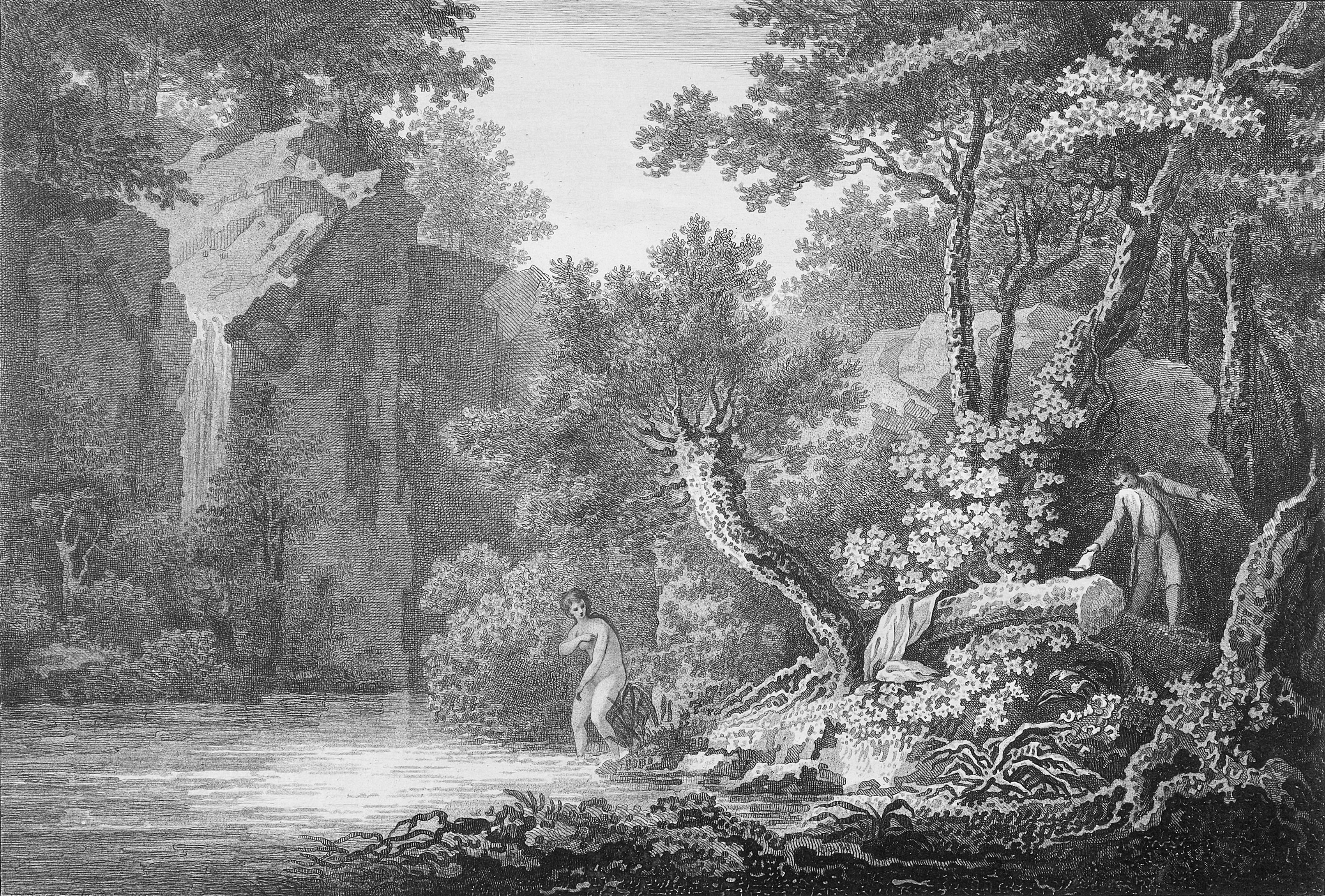
Damos et Musidora, gravé par Johann Friedrich Bause